# Guillemina de Baden

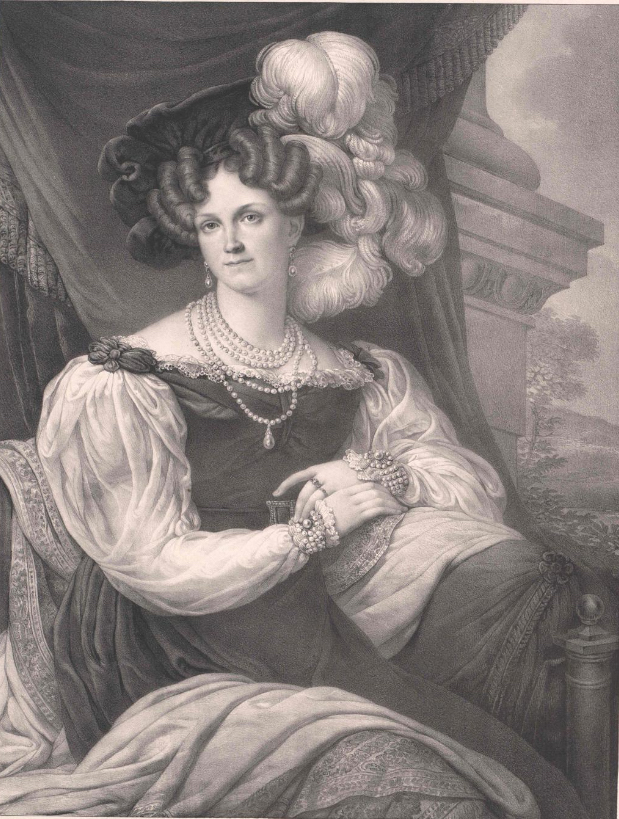
Guillemina de Baden

Guillemina de Baden, gran duquessa de Hessen-Darmstadt (Karlsruhe 1788 - Darmstadt 1836) va ser una princesa de Baden amb el tractament d'altesa que esdevingué gran duquessa de Hessen-Darmstadt en casar-se amb el gran duc Lluís II de Hessen-Darmstadt.
Nada a Karlsruhe, capital del gran ducat de Baden, el dia 10 de setembre de 1788, era filla del príncep hereu Carles Lluís de Baden i de la landgravina Amàlia de Hessen-Darmstadt. Guillemina era neta per via paterna del gran duc Carles Frederic I de Baden i de la landgravina Carolina Lluïsa de Hessen-Darmstadt; mentre que per via materna ho era del landgravi Lluís IX de Hessen-Darmstadt i de la princesa palatina Carolina von Zweibrücken-Birkenfeld.
El dia 19 de juny de 1804 contragué matrimoni a Karlsruhe amb el príncep i després gran duc Lluís II de Hessen-Darmstadt, fill del gran duc Lluís I de Hessen-Darmstadt i de la landgravina Lluïsa de Hessen-Darmstadt. La parella tingué cinc fills:
- SAR el gran duc Lluís III de Hessen-Darmstadt, nat a Darmstadt el 1807 i mort a Seeheim el 1877. Es casà en primeres núpcies a Múnic el 1833 amb la princesa Matilde de Baviera; i en segones núpcies amb la baronessa Magdalene Appel a Darmstadt el 1868.

- SA el príncep Carles de Hessen-Darmstadt, nat a Darmstadt el 1809 i mort a Darmstadt el 1877. Es casà amb la princesa Elisabet de Prússia a Berlín el 1836.

- SA la princesa Elisabet de Hessen-Darmstadt, nada a Darmstadt el 1821 i morta a Lausana el 1826.

- SA el príncep Alexandre de Hessen-Darmstadt, nat a Darmstadt el 1823 i mort a Darmstadt el 1888. Es casà morganàticament a Breslau el 1851 amb la comtessa Júlia von Hauke, creada princesa de Battenberg.

- SA la princesa Maria de Hessen-Darmstadt, nada a Darmstadt el 1824 i morta a Sant Petersburg el 1880. Es casà a Sant Petersburg el 1841 amb el tsar Alexandre II de Rússia.

Guillemina morí a Darmstadt el dia 27 de gener de 1836 a l'edat de 47 anys. La princesa mantingué una relació amorosa amb el baró August von Senarclens de Grancy, i a aquest aristòcrata i membre de la cort de Darmstadt se li atribuïren la paternitat dels dos darrers fills de Guillemina.